# Prostitution en Syrie
La prostitution en Syrie est illégale, mais la loi n'est pas strictement appliqué. ONUSIDA estime le nombre de prostituées dans le pays à 25 000.
Depuis le début de la guerre civile syrienne, beaucoup de femmes qui ont fui le pays se prostituent afin de survivre en Jordanie, en Turquie et au Liban.
Le trafic sexuel et le tourisme sexuel impliquant des mineurs sont des problèmes en Syrie.

## Histoire
La Syrie sous l'Empire ottoman tolérait la prostitution.
Sous le mandat français (1923-1946), la prostitution était légale et réglementée. Au début du mandat, 742 prostituées ont été enregistrées, mais on pense que le nombre réel était beaucoup plus élevé.
À partir de 2003, de nombreuses femmes fuyant la guerre en Irak pratiquaient la prostitution souterraine pour vivre. Certaines sources affirment que jusqu'à 50 000 femmes réfugiées irakiennes en Syrie, dont beaucoup sont des veuves ou des orphelines sans qualification professionnelle, ont commencé à se prostituer comme seule source de revenus.

## Tourisme sexuel
Dans les années 2000, le pays était une destination pour le tourisme sexuel pour le monde arabe, en particulier l'Arabie saoudite. Le grand nombre de femmes et d'enfants irakiens qui ont été contraints de se prostituer ou qui ont été victimes de la traite ont assuré la disponibilité d'un grand nombre de prostituées pour les touristes. Dans la banlieue de Saidnaya à Damas, il y avait plus de 100 « clubs de tourisme » où principalement des filles mineures étaient disponibles.
Le tourisme s'est effondré après le début de la guerre civile,.

## Traite sexuelle
La Syrie est un pays d'origine et de destination pour les femmes et les enfants victimes du trafic sexuel. La situation en Syrie continue de se détériorer au milieu de la guerre civile en cours. Plus de la moitié de la population syrienne d’avant-guerre (23 millions) a été déplacée; En mars 2017, cinq millions de personnes avaient fui vers les pays voisins et, en décembre 2016, environ 6,3 millions étaient déplacées. Les Syriens, à la fois ceux qui restent dans le pays et les réfugiés dans les pays voisins, continuent d'être extrêmement vulnérables à la traite.
En mars 2016, les médias ont rapporté que des femmes du Népal et du Bangladesh avaient été forcées de travailler dans l'industrie du sexe en Syrie. En juin 2014, l'État islamique a annoncé la création d'un « califat » islamique en Irak et en Syrie. L’État islamique contraint systématiquement les filles syriennes à se soumettre à des tests de virginité avant de les échanger dans des « bazars d’esclaves » et de les envoyer dans diverses provinces syriennes et d’autres pays aux fins d’esclavage sexuel. Une incursion de l'État islamique dans des villages assyriens de la province d'Al Hasaka, dans le nord-est du pays, a mené à la capture 30 femmes chrétiennes assyriennes pour les forcer à l'esclavage sexuel.
La population de réfugiés syriens est extrêmement vulnérable à la traite dans les pays voisins, notamment en Jordanie, au Liban, en Iraq et en Turquie. Les femmes et les filles réfugiées syriennes sont exposées à des « mariages forcés ou temporaires », à des fins de prostitution et autres formes d'exploitation et de traite à des fins sexuelles dans des camps de réfugiés en Jordanie et dans des villes de la région du Kurdistan irakien, y compris Souleimaniye. À Bagdad, à Bassora et dans d'autres villes du sud de l'Irak, des rapports de 2015 ont indiqué que des réfugiées syriennes avaient été contraintes à la prostitution par un réseau de trafiquants d'hôtels et de maisons closes après que des agents du réseau aient promis de les réinstaller de l'IKR. En Turquie et au Liban, des informations continuent de faire état de réseaux de prostituées illicites de femmes et de filles syriennes administrées par des hommes locaux. La police libanaise a publié en 2014 des rapports faisant état de la vente de femmes réfugiées syriennes par des hommes locaux. Les personnes LGBTI faisant partie de la population de réfugiés syriens au Liban seraient exposées à la traite à des fins sexuelles par des proxénètes libanais.
Le Département d'État des États-Unis Office to Monitor and Combat Trafficking in Persons classe le pays à l'échelon 3 (pays dont les gouvernements ne respectent pas pleinement les normes minimales et ne déploient pas d’efforts significatifs pour le faire).